# Dawson (Nuovo Messico)
Dawson (conosciuta anche come Mountview) è una città fantasma della contea di Colfax nel Nuovo Messico, negli Stati Uniti. Nel 1913 e nel 1923, Dawson fu teatro di due disastri separati per l'estrazione del carbone. Dawson si trova a circa 17 miglia a nord-est di Cimarron. Dawson era una città mineraria, basata sull'estrazione del carbone, fondata nel 1901, quando l'allevatore John Barkley Dawson vendette la sua ricca terra di carbone nel nord del Nuovo Messico alla Dawson Fuel Company. La Dawson Railway fu costruita per collegare la città con Tucumcari, sempre nel Nuovo Messico. Le miniere erano produttive e nel 1905 la città vantava una popolazione di circa 2 000 abitanti, raggiungendo in seguito l'apice con circa 9 000 abitanti.